# 比爾基夫齊
49°41′25″N 25°18′25″E / 49.69028°N 25.30694°E
比爾基夫齊（烏克蘭語：Білківці），是烏克蘭的村落，位於該國西部捷爾諾波爾州，由捷尔诺波尔区負責管轄，處於沃蘇什卡河畔，始建於1532年，面積1.25平方公里，2001年人口219。